# Tomabechi Kenichi
Kenichi Tomabechi (sinh ngày 9 tháng 4 năm 1976) là một cầu thủ bóng đá người Nhật Bản.

## Sự nghiệp câu lạc bộ
Kenichi Tomabechi đã từng chơi cho Mito HollyHock.